# Herrens motståndsarmé

Flaggan för Herrens motståndsarmé.

Herrens motståndsarmé (engelska: Lord's Resistance Army (LRA)) är en väpnad militärgrupp bland acholifolket i norra Uganda och södra Sydsudan. LRA bildades 1987 av Joseph Kony, som hävdar att han är ett andemedium och talesman för Gud. Gruppen har aldrig framfört några tydliga politiska mål[källa behövs] men drivs av Konys unika blandning av etniska motiv, traditionell afrikansk religion, trolldom och biblisk kiliasm. Sedan starten har LRA varit inblandad i ett väpnat uppror mot regimen i Uganda - en av Afrikas mest långvariga konflikter.
Internationella brottmålsdomstolen utfärdade år 2005 häktningsorder mot flera ledare inom LRA för krigsförbrytelser. LRA har anklagats för omfattande brott mot mänskliga rättigheter, däribland extremt våld, med slumpmässiga mord, kidnappningar av civila, stympning, sexuellt slaveri av kvinnor och barn, tvångsrekrytering (ofta av barnsoldater) och ett antal massakrer.
LRA har varit känt under ett antal olika namn, däribland Herrens armé (1987 till 1988) och Uganda Peoples' Democratic Christian Army (1988 till 1992) innan man fastslog det nuvarande namnet 1992. Vissa akademiker har inkluderat LRA under rubriken Lakwena Part Two. För enkelhetens skull används Herrens motståndsarmé eller LRA som gemensam beteckning på alla dessa.

## Bakgrund
Sydvästugandiern Yoweri Museveni från NRA störtade 1986 den sittande presidenten Tito Okello, som var en etnisk acholi. Detta inledde en period av intensiva oroligheter och acholifolket fruktade att de skulle förlora sin traditionella dominans inom landets försvarsmakt. De var också mycket oroade för att NRA skulle försöka hämnas den föregående regeringens brutala motstånd mot upproret, särskilt arméns handlingar i Luwerotriangeln. I augusti samma år hade ett fullt utvecklat folkligt uppror tagit fart i de nordliga områden som var ockuperade av regeringsstyrkor.

## LRA:s tidiga historia (1987 till 1994)

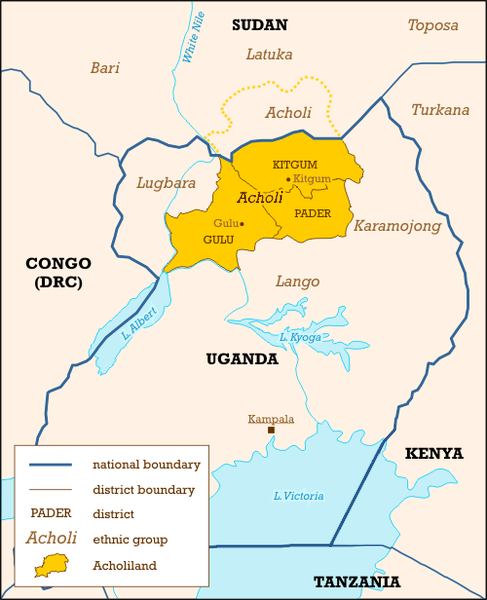
Acholiland i norra Uganda består av distrikten Pader, Kitgum och Gulu

### LRA:s ursprung (januari 1987 till juni 1988)
I januari 1987 gjorde Joseph Kony sitt första framträdande som andemedium. Få lade märke till detta, eftersom många medier som sade sig vara ledare för ett heligt krig framträdde vid denna tid. Dessa var inspirerade av andemediet Alice Auma, som till en början hade nått stora framgångar med sin rörelse Holy Spirit Movement. Kony vann 1987 militär styrka, genom att ta upp små enheter från rebellgruppen Uganda People's Democratic Army, trots våldsam konkurrens med andra acholiska rebellgrupper. I slutet av 1987 gick han med på att tillsammans med UPDA attackera staden Gulu. Han förrådde dock sedan UPDA, genom att angripa deras högkvarter. Detta var en vedergällning för UPDA:s försök att stjäla mat som levererades av Konys anhängare.
Omkring denna tidpunkt ändrade Kony namnet på sin gruppering till The Lord's Army ("Herrens armé"), vilket speglade upprorets ökade religiösa aspekt. I början av 1988 anslöt sig den framträdande före detta soldaten Otunu Lukonyomoi till LRA. Han var populär för sin höga moraliska standard för LRA-rebellernas uppförande, särskilt i behandling av civila. Detta ledde till en rivalitet med Kony, men de två lyckades försonas innan det ledde till en spricka i organisationen.
I juni 1988, när det blev tydligt att UPDA skulle skriva på ett fredsfördrag med NRA, skrev Kony ett brev till en NRA-officer och bad om ett möte. Innan samtalen kunde hållas blev han attackerad av regeringsstyrkor. Det har antagits att detta berodde på kommunikationsproblem mellan olika NRA-enheter. NRA:s ledning uppfattade också LRA:s mysticism som förbryllande. Slutresultatet var att Konys försök att delta i samtal med regeringen aldrig blev fullständigt undersökt.

### Ett litet inhemskt uppror (juni 1988 till mars 1994)
I juni 1988 slöts ett fredsfördrag mellan UPDA och NRA. Året innan hade regeringen besegrat Holy Spirit Movement. Detta gjorde att den grupp som Kony ledde, nu var den enda kvarvarande rebellgruppen av betydelse som verkade i Acholiland. Den tidigare befälhavaren Odong Latek från UPDA och en del av hans soldater vägrade acceptera fredsfördraget och anslöt sig till LRA. Latek fick mycket inflytande inom organisationen, och övertygade Kony om att anta konventionella gerillametoder. Innan dess hade LRA:s styrkor vanligen utfört attacker i en korsformad formation med utvalda personer som stänkte vigvatten, ungefär som Holy Spirit Movement. Taktiken sedan dess - består i första hand av överraskande attacker mot civila mål, såsom byar. Dessa attacker utförs av mycket rörliga grupper om 15 som delar sig i grupper om tre till sex, för att sedan skingras efter attacken. LRA utför också emellanåt storskaliga attacker för att understryka regeringens oförmåga att skydda befolkningen.
De taktiska förändringarna avspeglades i antagandet av ännu ett namn för organisationen, Uganda Peoples' Democratic Christian Army (UPDCA). I oktober 1988 dödades den mycket respekterade Otunu Lukonyomoi i ett bakhåll av NRA. Efter detta hoppade ett antal rebeller av och anslöt sig till NRA. Detta försvagade LRA:s styrka kraftigt.
I mitten av 1988 införde president Museveni posten "Minister of State for Pacification of Northern Uganda, Resident in Gulu" ("minister för pacificering av norra Uganda med placering i Gulu"). Han tilldelade posten till acholin Betty Oyella Bigombe. Bigombe fick i uppdrag att övertala upprorsmakarna att överge sin kamp. På grund av protester mot ordet "pacificering", ändrades titeln till "Minister of State in the Office of the Prime Minister, Resident in Northern Uganda." LRA tillfogade trots detta NRA ett antal förluster under 1988. Till 1991 fortsatte LRA att verka i små grupper som en klassisk upprorsrörelse. För att få proviant plundrade de befolkningen. Provianten bars bort av bybor som blev bortförda under korta perioder. Det faktum att NRA var kända för sina brutala aktioner gjorde att LRA gavs åtminstone passivt stöd av delar av acholibefolkningen.

### Operation North (1991 till 1992)
I mars 1991 inleddes ett omfattande försök av regeringen att krossa LRA, senare känt som "Operation North" ("Operation norr"). Hela norra Uganda stängdes av och alla humanitära organisationer tvingades lämna området inför regeringens operationer. "Operation North" förenade ansträngningar - att krossa LRA - och att minimera dess stöd bland befolkningen. Detta gjordes med hårdhänta metoder, däribland godtyckliga arresteringar, tortyr och utomrättsliga avrättningar. Operation North var delvis en följd av LRA:s aktiviteter. Ett annat viktigt skäl var att Världsbanken den 5 maj 1992 hade godkänt ett lån till återuppbyggnad av infrastrukturen i norr. En sådan återuppbyggnad kunde inte utföras medan läget fortfarande var osäkert.
Som en del av Operation North skapade Bigombe "pilgrupper" ("Arrow Groups"), mestadels beväpnade med pilbågar, som en sorts lokalt försvar. Eftersom LRA var utrustade med moderna vapen blev pilgrupperna snart övermannade. Ändå förargade skapandet av pilgrupperna Kony, som började känna att han inte hade stöd av befolkningen. Som svar stympade LRA många acholier som de misstänkte för att vara regeringsanhängare, genom att skära av deras händer, näsor och öron, sätta hänglås för deras munnar genom hål som skurits i läpparna, eller hugga ner dem med machetes. Kony skulle senare förklara motiveringen till dessa handlingar: 
| ” | Om du lyfter upp en pil mot oss och vi senare skär av den hand du använde, vem är den skyldige? Du rapporterar om oss med din mun och vi skär av dina läppar? Vem är den skyldige? Det är du! Bibeln säger att om din hand, ditt öga eller din mun gör fel, ska de skäras av. | „ |

  Medan regeringens ansträngningar var ett misslyckande, ledde LRA:s reaktion till att många acholier slutligen vände sig emot upproret. Detta mildrades dock av den djupt liggande motviljan mot de ockuperande regeringsstyrkorna.

### Bigombeförhandlingarna (1993 till 1994)
Efter de stående ovationerna med Operation North tog minister Bigombe på eget bevåg - initiativ till kontakt med Kony - via en LRA-sympatisör i juni 1993. Detta ledde till de mest lovande diplomatiska ansträngningarna under de första 18 åren av uppror. Efter Konys svar att han var villig att föra samtal informerade Bigombe militären och president Yoweri Museveni. Museveni gav sitt godkännande till fortsatta förhandlingar, även om han samtidigt uppgav att de militära operationerna skulle fortsätta.
I november 1993, under en överenskommen vapenvila i Pagik i Guludistriktet, skedde det första mötet mellan LRA:s och regeringens representanter. Bigombe representerade regeringen och medförde flera åldermän från acholifolket samt befälhavaren för fjärde divisionen, överste Samuel Wasswa, som var ansvarig för militära operationer i norr. LRA skickade medlemmar av Konys inre krets. LRA bad om en allmän amnesti för sina stridande och hävdade att de inte skulle ge upp, men var villiga att "återvända hem." Bigombe försäkrade LRA att de inte skulle behandlas som en besegrad fiende, och Wasswa gick med på en vapenvila för att låta förhandlingarna fortsätta.
Emellertid ansåg flera inflytelserika officerare inom NRA att regeringen gav efter för rebellernas krav. Bigombes överordnade, premiärministern, vägrade ge sitt stöd till fredsprocessen offentligt eller logistiskt. Detta kan ha berott på en maktkamp om vem som skulle ta åt sig äran för ett slutligt fredsavtal. Den högre politiska ledningens tvetydiga hållning var också problematisk. På ett andra möte 10 januari 1994 höll Kony själv ett fyra timmar långt tal. Han beskyllde acholifolket för att vara "ansvariga för kriget". När detta nu "hade misslyckats med fruktansvärda resultat" lade man skulden på Kony, menade han. I enskilda samtal med Bigombe bad Kony om att få sex månader på sig att omgruppera sina trupper.

### Bigombesamtalen kollapsar (februari 1994)
Detta krav på två månader uppfattades allmänt som överdrivet och militären ansåg att Kony bara försökte vinna tid. Det avslöjades också senare att militären hade fått reda på; att Kony förhandlade med Sudans regering om stöd samtidigt som han talade med Bigombe. Trots allt hade åsynen av LRA-krigare som färdades öppet och fredligt skapat en förväntan bland acholierna att en slutlig fred var nära. I början av februari hade förhandlingarna blivit alltmer förbittrade. LRA:s förhandlingsteam upplevde att NRA-officerarna agerade arrogant som segrare som förhandlade om villkor med en besegrad fiende, i motsats till vad som överenskommits vid det första mötet.
Det tycks som Bigombe kände sig klämd mellan sina roller som regeringsrepresentant och chefsförhandlare, och trodde att hon inte fick tillräckligt stöd från regeringen som helhet. Efter ett möte den 2 februari avbröt LRA förhandlingarna. Motiveringen var att de upplevde att NRA försökte fånga dem i en fälla. Fyra dagar senare talade president Museveni inför en folkmassa i Gulu och tillkännagav en sju dagars tidsfrist för LRA att ge upp; annars skulle regeringen söka en militär lösning. Detta ultimatum innebar slutet för Bigombes initiativ.

## En internationell konflikt (1994 till 2002)
Två veckor efter att Museveni hade utfärdat sitt ultimatum den 6 februari 1994, rapporterades det att LRA-kämpar hade gått över gränsen i norr och upprättat baser i södra Sudan med Khartoumregeringens godkännande. Slutet på Bigombes fredsinitiativ markerar en grundläggande förändring i rebellgruppens karaktär. LRA uppskattas ha bestått av 3000 till 4000 stridande vid denna tidpunkt.
Dessutom hade Kony blivit övertygad om att acholifolket nu samarbetade med Musevenis regering och började inrikta sig på angrepp mot civilbefolkningen med sin ökade militära styrka. Lemlästningar blev nu vanligt förekommande, och 1994 skedde det första storskaliga bortrövandet av barn och ungdomar. Detta är i stort sett den vändpunkt då LRA blir den organisation som är verksam idag.

### Sudans stöd vidgar konfliktens storlek
Sudans stöd var ett svar på Ugandas stöd för den upproriska Sudanesiska folkets befrielsearmé (SPLA) som stred i inbördeskriget i den södra delen av landet.  Innan detta stöd kom kunde LRA behandlas som ett mindre irritationsmoment i utkanten av landet, men nu måste gruppen också betraktas som ett ombud för den sudanesiska regeringen. Sudans stöd möjliggjorde för LRA att öka intensiteten i sina operationer bortom den nivå som gruppen tidigare hade förmått. Sudan gav inte enbart en fristad för LRA att rikta attacker in i Uganda, utan även en stor mängd vapen, ammunition, landminor och annan utrustning.  I gengäld förväntades LRA förvägra SPLA utrymme och periodvis samarbeta i gemensamma operationer med Sudans armé.  Den ökade intensiteten i attacker "genom ombud" ledde nästan till öppet krig mellan Uganda och Sudan 1995.

### Civila acholier som mål
När Kony och LRA nu uppfattade konflikten på ett annat sätt började man i större utsträckning angripa civilbefolkningen. Andra militanta grupper, såsom West Nile Bank Front, antog LRA:s metoder med räder och bortrövanden. Strategin med tvångsrekryteringar föranleddes av bristen på nya frivilliga och det faktum att ungdomar lättare än vuxna kunde bli indoktrinerade. LRA behövde inte längre ägna så mycket av sin energi åt att skaffa proviant nu när de fick stöd av Sudan.
LRA:s moraliska rättfärdigande var att eftersom vuxna acholier hade visat sig vara opålitliga måste landet rensas från dem och ett nytt samhälle skapas med barnen. Denna filosofiska inriktning, vilken påminner om Röda khmerernas i Kambodja, har beskrivits som "auto-genocide."
Attackerna på civilbefolkningen har minst tre strategiska mål:
- För det första att förvägra regeringen information om rebellernas rörelser genom att tvinga landsbygdsbefolkningen att fly.
- För det andra att hämta resurser från de plundrade byarna.[18]
- För det tredje, och mest bisarrt, för att visa befolkningen att regeringen är oförmögen eller ovillig att erbjuda beskydd, och därigenom uppmuntra folk att stödja LRA.

Medan frånvaron av säkerhet har gjort många acholi förbittrade har detta dock inte lett till stöd för de LRA-styrkor som angriper dem.

### "Skyddade byar" upprättade 1996
Regeringens inrättande av "skyddade byar" med början 1996 fördjupade ytterligare den fientliga inställning som många acholier har mot regeringen. Många acholier var redan flyktingar på grund av konflikten, men de ogillade att placeras i läger. En omlokaliseringsstrategi är en vanlig teknik för att bekämpa uppror, som exempelvis USA använde i stor utsträckning under indiankrigen, för att isolera ursprungsbefolkningen i reservat. Syftet är att frigöra trupper som annars skulle försöka försvara ett stort antal små samhällen och att förvägra rebellerna tillgång till resurser. Likväl blir befolkningen fortsatt attackerade av LRA till och med inom de ”skyddade lägren”. Lägren är dessutom överbefolkade, ohälsosamma och eländiga ställen att bo på.

### En kultur av fred och en gradvis nedtrappning
Blodsutgjutelsen 1995 till 1996 tycks ha övertygat befolkningen om att en förhandlingslösning var den enda acceptabla möjligheten. Detta är vad en författare kallar framväxten av en "fredskultur" ("a culture of peace.") Eftersom de flesta av LRA:s stridande är bortrövade barn ses en militär lösning av många acholier som en massaker på oskyldiga offer. Regeringens försök att krossa rebellerna ses därmed som ännu en anledning till missnöje för acholifolket. Den moraliska tvetydigheten i denna situation, där bortrövade unga rebeller är både offer och utövare av brutala handlingar, är viktig för att förstå den nuvarande konflikten.
Under tiden hade Sudans islamiska regering 1997 börjat backa från sin tidigare hårdnackade linje. Detta föranleddes av den nye presidenten Omar al-Bashir, som ville säkra oljeexporten från de nyligen utvecklade oljefälten som rycktes ur SPLA:s kontroll. USA hade också intagit en mer aktiv hållning mot Sudans islamiska regering. USA:s påtryckningar mot Sudan intensifierades efter bombningarna av de amerikanska ambassaderna i Kenya och Tanzania 1998 av  al-Qaida-agenter med förbindelser med Sudan. Under de närmast följande åren tros Khartoum i stor utsträckning ha skurit ned på sitt stöd till LRA. 1999 ledde förhandlingar under medling av Carter Center fram till ett avtal, kallat "Nairobi Agreement", mellan Uganda och Sudan. Länderna återupptog diplomatiska relationer 2001.

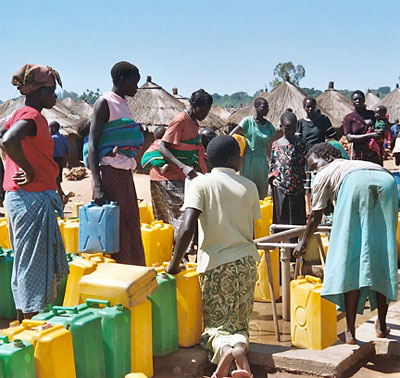
Kvinnor köar för att hämta vatten från en brunn i flyktinglägret Labuje i Kitgum.

År 2000 antog Ugandas parlament en amnestilag som benådar rebeller som ger sig till amnestikommissionen och tar avstånd från våld. Detta gjorde inte gjorde slut på upproret, men det visade sig effektivt i andra områden i landet som hade upplevt uppror, och lagen behölls därför.
När LRA-enheter i juni 2001 plötsligt framträdde och kontaktade lokala regeringsföreträdare för att diskutera möjligheten av dialog uppstod mycken spekulation om att LRA höll på att tröttna på revolten. Uganda People's Defense Force – det nya namnet för regeringsarmén NRA – skapade en demilitariserad zon för samtalen. Denna åtgärd hade president Musevenis outtalade stöd. Samtalen var av ett förberedande slag och LRA-enheterna återvände småningom till Sudan. Analytiker trodde dock att initiativen tagits på Konys uppmaning och var ett tecken på de mest lovande diplomatiska omständigheterna sedan Bigombesamtalen bröt samman 1994.
Efter Al-Qaidas attacker 2001 mot World Trade Center och Pentagon i USA förändrades förhållandet mellan Sudan och Uganda abrupt. Sudans regering var angelägen om att undvika den skuld som häftade vid dem som hade givit Al-Qaida-ledaren Usama bin Ladin en fristad i flera år under 1990-talet. Efter att USA:s utrikesdepartement betecknat LRA som en terroristorganisation, den 5 december 2001 gick Sudan med på att sluta ge stöd till LRA.
Spänningarna över gränsen lättade och stödet till rebellgrupper i den andra staten minskade. LRA verkade ha dragit sig tillbaka till sina basläger i Sudan och gick endast periodvis över gränsen. Några av de hundratusentals civilpersoner som tvingats på flykt under kriget började återvända till sina hem. Antalet flyktingar minskade till omkring en halv miljon, och människor började tala öppet om den dagen då de ”skyddade lägren” skulle upplösas.

## Upproret flammar upp (mars 2002 till idag)

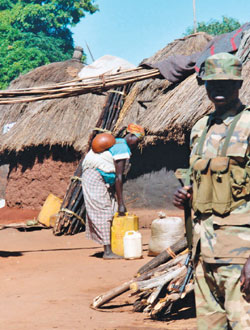
Soldat i flyktinglägret Labuje i Kitgum

### Operation Iron Fist
I mars 2002 satte UPDF igång en massiv militär offensiv, den så kallade "Operation Iron Fist" ("Operation järnnäve"), mot LRA:s baser i södra Sudan. Sudans regering gick med på att låta Ugandas militär gå in över dess gränser, om än bara under den så kallade "röda linjen" som består av vägen mellan Juba och Torit. Detta var en del av regeringens försök att visa upp sin nya ställning som en engagerad medlem av världssamfundet.
Samtidigt återvände de ugandiska styrkor som hade placerats i Kongo-Kinshasa efter att det  andra Kongokriget officiellt avslutats. Detta tillsammans med överenskommelsen med Sudan skapade vad den ugandiska regeringen ansåg var en idealsituation för att avsluta en konflikt som hade blivit både generande och en politisk belastning.

Försöket att få ett slut på konflikten misslyckades på ett spektakulärt vis. Efter flera månaders osäkerhet började LRA-styrkor gå över gränsen tillbaka in i Uganda och utföra attacker av en storlek och brutalitet som inte hade förekommit sedan 1995 till 1996. LRA började sedan flytta in i områden utanför Acholiland, till synes för att söka stöd. När lokalbefolkningen började göra motstånd utvidgade LRA dock sina stridsoperationer. Detta orsakade omfattande folkomflyttningar och lidande i områden som aldrig tidigare hade vidrörts av upproret. Misslyckandet med Operation Iron Fist berodde delvis på de stora lager resurser som LRA hade samlat på sig under den period då gruppen fick stöd av Sudans regering. 

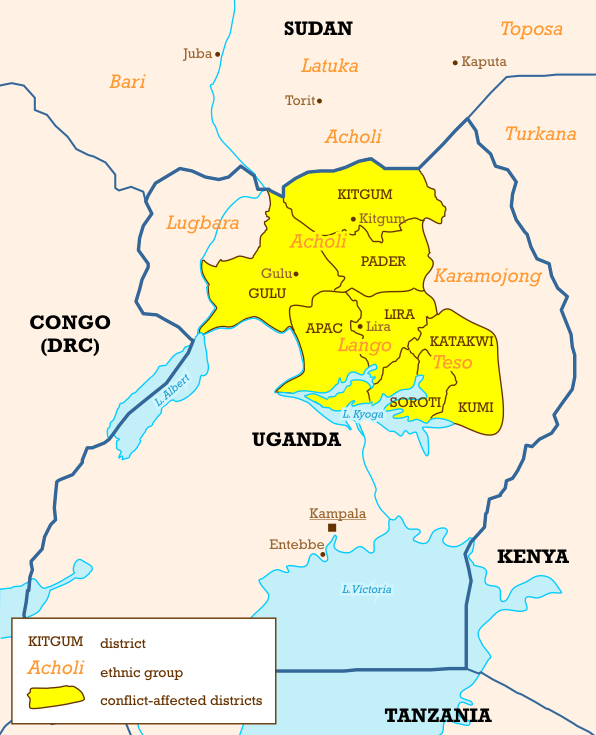
Områden påverkade av LRA:s uppror efter "Operation Iron Fist"

Regeringen misslyckades dock också med att förstöra alla LRA:s positioner i Sudan. I stället uppkom en rörlig lågintensiv konflikt som påverkade ett stort område i både södra Sudan och Uganda. Det har också rapporterats att åtminstone vissa element i den sudanesiska regeringen fortsätter att ge resurser till LRA. Detta skulle motsäga förutsägelser om att det snart är ute med gruppen, vilka förutsätter att den är isolerad.
 
Den tidigare ledaren för UPDF, generalmajor James Kazini, uppskattade LRA:s styrka till 1 500 i maj 2002. UPDF:s talesman major Shaban Bantariza angav siffran 900 krigare i mitten av 2003. Dessa antalsangivelser säger inte nödvändigtvis emot varandra om den första siffran inkluderar icke stridande såsom bortrövade "fruar" och barn som är för unga för att hantera vapen. Human Rights Watch bedömde dock i en rapport i juli 2003 att antalet var 4 500. International Institute of Strategic Studies (IISS) sade i sin rapport för 2002 till 2003 att LRA har 1 500 krigare. IISS tillade dock att endast 200 av dem är inne i Uganda och resten befinner sig i Sudan.

### Fredsförsök och bildande av miliser (början av 2003)
På våren 2003 skedde flera misslyckade diplomatiska initiativ. De diplomatiska ansträngningarna mellan de två sidorna hade tidigare misslyckats på grund av LRA:s oförmåga att definiera en agenda och förhandla om villkor på ett trovärdigt sätt. Samtidigt har regeringen visat en förkärlek för att överge diplomatiska försök till förmån för militära lösningar. Regeringen kom ihåg LRA:s samtidiga förhandlingar med både den ugandiska ministern Bigombe och med Sudan 1994, och agerade som om varje förslag från LRA var ett försök att åstadkomma ett temporärt militärt uppskov. LRA å sin sida ansåg att regeringen inte var trovärdig. Regeringsarmén hade nämligen attackerat LRA-styrkor vid flera tillfällen i en zon där det förväntades råda vapenvila. UPDF förklarade att man hade lärt sig av tidigare misstag och nu var säkra på att besegra LRA. Sådana uttalanden hade gjorts tidigare och många observatörer uttryckte skepsis.
Ugandas armé hade kämpat för att försvara många städer och byar från LRA-attacker. Regeringen gynnade och beväpnade miliser mot LRA i berörda områden. Dessa miliser kallas omväxlande "Pilgrupper"  och "Noshörningsgrupper", men regeringen tycks ha lärt sig av fiaskot med pilgrupper i början av 1990-talet, och har numera beväpnat miliserna med gevär.

### Internationella organisationers inblandning
Under ett besök i Uganda i november 2003 uttalande sig FN:s undergeneralsekreterare för humanitära ärenden och nödhjälpssamordnare: Jan Egeland "Jag kan inte hitta någon annan del av världen som har en nödsituation av samma storlek som Uganda har, som får så lite internationell uppmärksamhet" Detta följdes, den 14 april 2004, av att FN:s säkerhetsråd fördömde de grymheter som begåtts av LRA.
I december 2003 hänvisade Ugandas president Museveni LRA till Internationella brottmålsdomstolen (ICC) för att avgöra om LRA är skyldigt till internationella krigsförbrytelser. ICC:s åklagare Luis Moreno-Ocampo öppnade formellt en undersökning i januari 2004. Vissa lokala ugandiska grupper kritiserade denna åtgärd, eftersom en dom från ICC mot Joseph Kony och hans ledande befälhavare anses göra en förhandlad avslutning på konflikten nästan omöjlig. I november 2004 rapporterades att president Museveni undersökte sätt att dra tillbaka hänvisningen till ICC, som sågs som en komplikation för vad som verkade vara betydelsefull utveckling i riktning mot en fredlig lösning. Amnesty International protesterade mot försöket.

### Fredssamtalen i slutet av 2004 bryter samman (15 november till 31 december 2004)
Från mitten av 2004 och framåt minskade rebellernas aktivitet markant under intensivt tryck från militären. Det rapporterades att ett betydande antal LRA-rebeller utnyttjade regeringens amnestilag. Den 15 november 2004 förklarade regeringen en ensidig sju dagars vapenvila, som senare förlängdes. Under vapenvilan samlades många rebeller i regeringsbestämda zoner för att diskutera ett regeringsförslag från augusti 2002. I detta förslag hade Museveni erbjudit sig att tala med LRA, och sagt att hans regering under vissa omständigheter skulle stoppa operationerna mot LRA och inleda samtal för att avsluta konflikten. Dessa steg togs efter att ett antal LRA-befälhavare hade kontaktat antingen regeringen eller tredje parter och uttryckt en vilja att avsluta konflikten. Den höge LRA-befälhavaren, brigadgeneral Sam Kolo, hävdade att Joseph Kony hade gett honom fullmakt att förhandla å rebellernas vägnar.
I mitten av december 2004 dödades ett antal civila av LRA-band som opererade nära den sudanesiska staden Juba. Dessa rebeller tycktes ha förlorat kontakt med sin ledning under den pågående regeringsoffensiven. Den ugandiska regeringen tillkännagav också att den hade attackerat en rebellgrupp som leddes av Joseph Kony själv utanför de deklarerade vapenvilezonerna. Sam Kolo hävdade att de pågående attackerna från regeringssidan gjorde det svårt att komma framåt i fredssamtalen. Den 31 december 2004 tog den förlängda, 47 dagar långa vapenvilan slut utan att någon uppgörelse hade nåtts.

### Förhandlingar under pågående konflikt (1 januari 2005 till 3 februari)
1 januari 2005 återupptog rebellerna fientligheter i Alero i Gulu. President Museveni förklarade att de militära operationerna inte kommer att sluta förrän Konys grupp förbinder sig att komma ut ur vildmarken, och att en kombination av militära insatser och dialog kommer att föra fred till norra Uganda."  Den 9 januari listade den humanitära organisationen Läkare utan gränser - konflikten i norra Uganda, som en av de tio mest underrapporterade humanitära historierna under 2004.
När ett fredsavtal undertecknades som avslutade inbördeskriget i Sudan mellan regeringen och SPLA-gerillan ledde det till spekulationer om att ett mer stabilt Sudan skulle hjälpa till att avsluta LRA:s uppror.  I slutet av januari lovade SPLA:s ledare John Garang att han inte skulle tillåta LRA att verka i södra Sudan när han fick formell kontroll över området  Garang dog i en helikopterolycka några månader senare, men detta tycktes inte ha påverkat samarbetet mellan SPLA och Uganda.
Under hela januari 2005 fortsatte samtal under Betty Bigombes medling i Gulu.  LRA-befälhavarna Vincent Otti och Sam Kolo deltog på Joseph Konys vägnar. Konys exakta förhandlingsposition förblir dock oklar.

### Ny vapenvila (februari till september 2005)
Den 3 februari 2005 tillkännagav president Museveni en 18 dagars vapenvila, (trots att inte LRA hade kommit fram från vildmarken). Enligt chefsmedlaren Betty Bigombe upprätthölls vapenvilan och fredsprocessen var på väg. Fredsprocessen försvagades dock efter att Sam Kolo, LRA:s chefsförhandlare, överlämnade sig åt regeringen i mitten av februari.
En rapport från USA:s utrikesdepartement som publicerades den 3 februari hävdade att 12 000 personer hade dödats av rebellernas våld och 20 000 barn hade rövats bort under krigets gång. Detta var det första försöket att beräkna konfliktens direkta offer. De som dött av undernäring och sjukdom - på grund av konflikten - är då inte medräknade.
Regeringen utsattes också för alltmer skarp kritik från det internationella samfundet för dess misslyckande att få ett slut på konflikten. Internationella hjälporganisationer har kritiserat den ugandiska regeringen - för dess tilltro till militär styrka - och för dess bristande engagemang till en fredlig lösning. Armén har också erkänt, att den har rekryterat barnsoldater som flytt från LRA.

### LRA i Demokratiska republiken Kongo

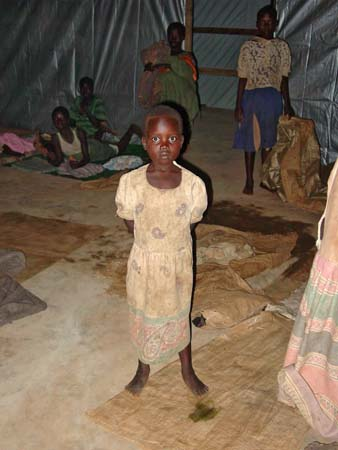
"Nattpendlare"

I mitten av september 2005 fortsatte en grupp LRA-krigare ledda av Vincent Otti, som hade gått över Vita Nilen några dagar tidigare, västerut och gick in i provinsen Orientale i Kongo-Kinshasa. Minst två andra grupper, av vilka en sades vara ledd av Kony, rörde sig västerut från LRA:s historiska fäste i nordcentrala Uganda och sydöstra Sudan. Detta var LRA:s första rörelse in i Kongo.
UPDF hävdade att de hade tagit kontroll över norra Uganda och att deras militära ansträngningar hämmades av den sudanesiska övergångsregeringens vägran att ge dem tillåtelse att korsa den "röda linjen" mellan Juba och Torit. Generallöjtnant Aronda Nyakairima sade att; "Konys död var i sikte om vi hade fått tillåtelse att följa honom över den röda linjen. Han flyr nu för sitt liv precis som Lakwena gjorde."  Dessa uttalanden gjordes vid samma tidpunkt som Human Rights Watch uppmanade Internationella brottmålsdomstolen att utreda om UPDF begått krigsförbrytelser i norra Uganda.
Representanter för FN och Kongos nationella armé träffade en grupp ur LRA som troddes vara under Vincent Ottis befäl i nordöstra Kongo den 25 september 2005. Det var en viss överraskning att detta, det första mötet mellan FN och LRA, var lätt att ordna. General Paderi i Kongos armé sade till LRA att de var tvungna att avväpna sig som en förutsättning för framtida samtal. Fyra dagar senare förklarade president Museveni att om myndigheterna i Kongo inte avväpnade LRA-krigarna skulle UPDF skickas över gränsen efter dem. Detta utlöste ett diplomatiskt gräl mellan Kongos och Ugandas regeringar, och båda ländernas militärmakter visade upp sin styrka längs med gränsen. Kongos FN-ambassadör skickade också ett brev till FN:s generalsekreterare med begäran om ett ekonomiskt embargo på Uganda, som vedergällning.

### Internationella brottmålsdomstolen tar upp LRA
I februari 2005 tillkännagav Internationella brottmålsdomstolen att man planerade att utfärda 12 häktningsorder för misstänkta krigsförbrytare inom LRA. Domstolens talesman Christian Palme, kommenterade att åklagaren hade riktat in sig på; en liten grupp i LRA:s högsta ledning. Palme uteslöt inte att medlemmar i UPDF kunde bli åtalade för handlingar utförda i konflikten med LRA, men hävdade att "LRA:s förbrytelser är mycket allvarligare än UPDF:s."
Den 8 juli och 27 september 2005 utfärdade den internationella brottmålsdomstolen häktningsorder för Joseph Kony, Vincent Otti, och LRA-befälhavarna Raska Lukwiya, Okot Odiambo och Dominic Ongwen. Häktningsorderna hemligstämplades och offentliga, redigerade versioner, släpptes den 13 oktober 2005 Dessa var de första häktningsorderna som ICC utfärdat sedan domstolen upprättades 2002. Detaljerna har skickats till de tre länder där LRA är aktivt: Uganda, Sudan och Demokratiska republiken Kongo. LRA:s ledning hade länge sagt att de aldrig skulle ge upp om de inte garanterades immunitet från åtal, och ICC:s order om att arrestera dem, innebar nästan garanterat att upproret inte kan få en förhandlingslösning.

### Nya förhandlingar diskuteras
Den 30 november 2005 kontaktade LRA:s vice befälhavare Vincent Otti BBC och tillkännagav att det fanns en förnyad önskan inom LRA:s ledning om att hålla fredssamtal med Ugandas regering. Regeringen var skeptisk till denna uvertyr, men förblev öppen inför en fredlig lösning på konflikten.
2 juni 2006 efterlyste Interpol de fem LRA-ledare som ICC begärt häktade. Tidigare hade rapporterats att Joseph Kony hade mött Södra Sudans vicepresident Riek Machar. Human Rights Watch rapporterade att Södra Sudans regionala regering hade ignorerat tidigare order från ICC om att häkta fyra av LRA:s högsta ledare, och i stället försåg LRA med pengar och mat för att få dem att avstå från att angripa civilbefolkningen i södra Sudan.
En delegation från LRA anlände 8 juni till Juba för samtal med Ugandas regering under medling av Riek Machar. Man kom överens om dessa samtal efter att Kony i maj hade släppt en video där han verkade förespråka ett slut på fientligheterna. Konys budskap var ett svar på ett uttalande av Museveni, där denne lovade att garantera Konys säkerhet om man kom fram till en fred senast i juli. Förberedelserna för samtalen såg ut att gå om intet, fastän Ugandas regering satte samman en grupp för att framförhandla formerna för förhandlingar med den sydsudanesiske presidenten Salva Kiir Mayardit. Södra Sudans regering tycktes försöka ta på sig rollen som medlare.
Den 4 augusti 2006 tillkännagav Vincent Otti en ensidig vapenvila och bad Ugandas regering att återgälda denna. Ugandas inrikesminister Ruhakana Rugunda sade att de inväntade effekten på marken.
Fredssamtalen i Juba fortsatte under 2007 och 2008. Den 23 februari 2008 undertecknades ett avtal om "permanent vapenvila" mellan LRA och Uganda.

## Verkningar

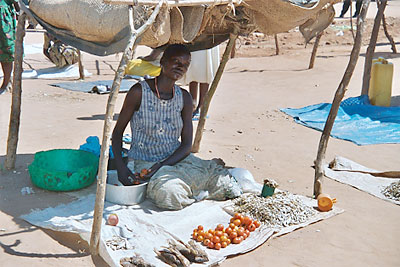
Ett marknadsstånd i ett läger för internflyktingar

Det uppskattas att omkring 30 000 barn har blivit kidnappade av LRA sedan 1987 för att användas som barnsoldater eller sexslavar. De som har rövats bort, kommer i första hand från acholifolket som har fått ta de flesta stötarna av LRA:s 18 år långa kampanj. Upproret har mestadels varit koncentrerat till det område som kallas Acholiland, bestående av distrikten  Kitgum, Gulu och Pader, men sedan 2002 har våldet spritt sig in i andra distrikt. LRA har också varit verksamma över den genomträngliga gränsregionen mot södra Sudan, och utsatt sudanesiska civila för sina hemska metoder.
Upp till 12 000 människor har dödats i striderna och många fler har dött av sjukdomar och undernäring som ett direkt resultat av konflikten. Nästan två miljoner människor har tvingats fly från sina hem, för att leva i flyktingläger och inom den säkrare omgivningen i större samhällen där de sover i gathörn och på andra öppna platser. Trots dessa tvångsförflyttningar har acholifolkets umbäranden fått lite utrymme i medierna i de utvecklade länderna. Inte förrän i april 2004 utfärdade FN:s säkerhetsråd ett formellt fördömande.
Fastän LRA sannolikt består av färre än tvåhundra stridande (2015), som är under intensivt tryck från Ugandas militär, har regeringen än så länge inte förmått få ett slut på upproret. De pågående fredsförhandlingarna har försvårats av Internationella brottmålsdomstolens undersökning. Konflikten fortsätter att hämma Ugandas utvecklingssträvanden och har kostat det fattiga landet totalt minst 1,33 miljarder dollar, vilket motsvarar 3 % av BNP, eller 100 miljoner dollar om året Det gjordes en undersökning 2005 bland professionella hjälparbetare, mediepersonligheter, akademiker och aktivister som pekade ut konflikten i norra Uganda som den näst värsta "glömda" humanitära nödsituationen i världen, efter konflikterna i grannlandet Demokratiska republiken Kongo.

### Nattpendlare

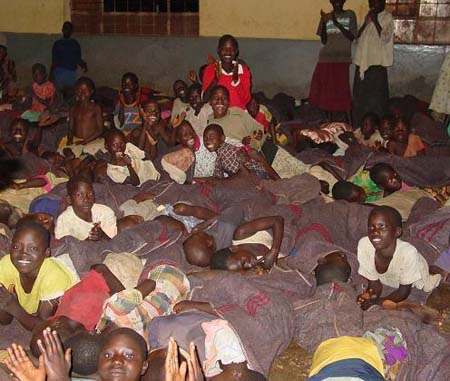
Rum med "nattpendlande" barn

Varje kväll vandrar barn i åldrarna mellan 3 och 17, så kallade "nattpendlare", upp till 20 kilometer från flyktingläger till större städer, särskilt Gulu, för att komma i säkerhet från LRA.
Flera initiativ har tagits för att öka den internationella kännedomen om dessa barn, däribland  "Guluvandringar" ("Gulu Walks") och det arbete som bedrivs av Uganda Conflict Action Network. Det är också ämnet för dokumentärerna Stolen Children, Wardance och "Invisible Children". Dokumentären Invisible Children stödjer Global Night Commute, som liknar Guluvandringarna. Dessutom finns "The Name Campaign" som ber människor att bära halsband med förnamnet på ett av de tusentals bortrövade barnen som ett sätt att höja medvetenheten bland allmänheten. Skådespelarna Danny Glover och Don Cheadle har båda engagerat sig för barnen i norra Uganda.

## Framträdande händelser
Attacker, räder och bortrövanden av Herrens motståndsarmé är vanligt förekommande i norra Uganda, och rapporteras sällan utanför landet. Under perioden med förhöjd aktivitet, som 1996 till 1997 och 2002 till 2004, rapporteras mord och bortrövanden nästan dagligen.

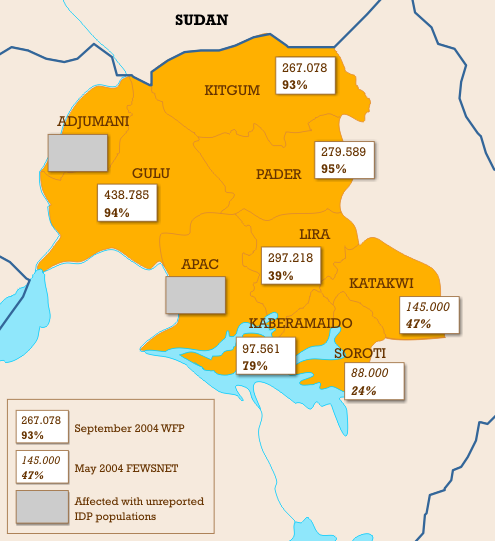
Antalet internflyktingar (Internally Displaced Persons, IDPs) och IDP:s i procent av den totala befolkningen i distrikt i norra Uganda.

 Det vore ogörligt att lista varje attack (och osannolikt att varje händelse har blivit dokumenterad), men det följande är en lista över ett urval av händelser som är exceptionella antingen på grund av det stora antalet offer, offrens identitet eller omständigheterna kring händelsen.
- Massakern i Atiak (22 april 1995)
Handelsplatsen Atiak i norra Gulu attackerades och de lokala försvarsstyrkorna blev fullständigt besegrade. Under dagens lopp dödades mellan 170 och 220 civila i frånvaro av motstånd från regeringsstyrkor.
- Incident med stridshelikopter (31 augusti 1995)
Tretton civila, vissa med händerna bundna bakom ryggarna, dödades i en attack av en stridshelikopter från regeringssidan mot en LRA-kolonn nära Lokung i nordvästra Kitgum. Sexton LRA-stridande dödades också. Regeringen kritiserades för bristande respekt för de bortrövade människornas liv, men hävdade att det som skedde var oavsiktligt och olyckshändelser.
- Attack mot en konvoj vid Karuma/Pakwach (8 mars 1996)
En civil konvoj på över 20 fordon med militäreskort på 14 soldater som färdades väster om vägen mellan Karuma och Pakwach utsattes för ett bakhåll. Mellan 50 och 110 civilpersoner dödades, de flesta efter att eskorten hade övermannats. Några blev avrättade och andra dödades efter att de hade vägrat lämna sina bussar och sprängämnen kastades in i dem.
- Två acholiska åldermäns död (8 juni 1996)
Okot Ogony från Cwero i östra Gulu, ordförande för Acholihövdingarnas råds fredskommission, och Olanya Lacony, en respekterad ålderman från Kac-Goma i sydvästra Gulu, hittades mördade nära Cwero i omständigheter som ännu inte förklarats. De var ledare för ett lokalt initiativ för att återuppta de fredssamtal som hade fallit samman i februari 1994 och hade stöd av Ugandas president och en inbjudan från LRA. Vissa skyller på LRA medan andra pekar på korrupta NRA-officerare.
- Massakern i flyktinglägret Achol-pi (13 till 14 juli 1996)
Tre skilda attacker utfördes mot ett läger för sudanesiska flyktingar i södra Kitgum (nuvarande Paderdistriktet) som administrerades av UNHCR. Ungefär 100 civilpersoner dödades.
- Lynchningar i staden Gulu (16 augusti 1996)
Fyra misstänkta LRA-medlemmar överlämnades till en acholi-folkmassa som misshandlade dem till döds. De misstänkta befann sig i regeringens förvar och det har rapporterats att de överlämnades till folkmassan i närvaro av höga ugandiska militärer.
- Bortrövanden från St. Mary's College i Aboke (10 oktober 1996)
Omkring klockan 2 på natten bröt sig omkring 200 beväpnade män in St. Mary's College i Aboke i norra Apacdistriktet och rövade bort 139 skolflickor i åldrarna mellan 13 och 16 år, innan de lämnade skolan omkring klockan 5. Klockan 7 förföljde vice rektorn för skolan, syster Rachele Fassera, rebellerna och fick dem att släppa 109 av flickorna.  Fem av de trettio återstående flickorna dog i fångenskap och av de återstående har (2006) alla utom två till slut lyckats rymma.
- Massakern vid Lokung/Palabek (7 till 12 januari 1997)
Upp till 412 civila dödades i och omkring Lokung och Palabek i nordvästra Kitgum.  Det fanns inget väpnat motstånd och de flesta offren klubbades eller hackades till döds.
- Attack mot flyktinglägret Achol-pi (5 augusti 2002)
Tjugo flyktingar dödades i den andra större attacken mot flyktinglägret Achol-pi i centrala Paderdistriktet. De 24 000 sudanesiska flyktingarna förflyttades till säkrare platser och lägret upplöstes.
- Massakern i Barlonyo (21 februari 2004)
Över 200 civila i ett flyktingläger i Barlonyo nära staden Lira mördades.
- Kravaller i Lira (25 februari 2004)
Våldsamma protester mot regeringens oförmåga att skydda civilbefolkningen orsakade minst nio dödsfall i staden Lira. Våldet var delvis motiverat av fientlighet mot acholifolket, som många langi tillskriver kollektiv skuld för LRA-upproret.
- Bränder i flyktingläger (21 till 23 januari 2005)
En serie bränder ödelade torra och överbefolkade flyktingläger. En brand i lägret Agweng i norra Liradistriktet, med 26 000 bosatta, dödade sex personer och gjorde tio tusen hemlösa den 21 januari. Nästa dag brann 278 hem ner i lägret Abok i Apacdistriktet. På söndagen den 23 januari drabbade en brand, sex av sju zoner i lägret Acet i Guludistriktet, som dödade tre personer och brände ner 4000 hyddor. 20 000 personer blev hemlösa.
- Attack nära Juba (14 september 2005)
Fyrtio LRA-rebeller gick över Vita Nilen för första gången och brände hus nära Juba, huvudstaden i Södra Sudan, på vägen till Yei. Efter de oroligheter som följde på den syd-sudanesiske ledaren John Garangs död - var Juba nästan fullständigt beroende av mat som transporterades på landsvägen från Yei.
- Häktningsorder och Internationella brottmålsdomstolen (13 oktober 2005) 
Internationella brottmålsdomstolen offentliggjorde de reviderade versionerna av häktningsorderna mot Joseph Kony, hans närmaste underordnade Vincent Otti, och LRA:s befälhavare Raska Lukwiya, Okot Odiambo och Dominic Ongwen. De fem LRA-ledarna är åtalade för brott mot mänskligheten och krigsförbrytelser som inbegriper mord, våldtäkt, sexuellt slaveri och användning av barnsoldater.
- Attack mellan Juba och Yei (31 oktober 2005)
En grupp LRA-soldater överföll en grupp minröjare. Två minröjare dödades, en irakier och en sudanes. Detta följde på ett tidigare bortrövande av ett minröjningsteam den 13 september (då LRA inte dödade någon). LRA har senare uttalat att man medvetet inriktar sig på hjälporganisationer och särskilt utländska medlemmar.
- Joseph Kony framträder i intervju (28 juni 2006)
Joseph Kony ger en intervju i brittiska BBC, där han mycket kortfattat, berättar om tankarna bakom LRA och om vad man vill uppnå. Han bekräftar ytterligare att det är anderöster som talar genom honom, och han förnekar att LRA har dödat civila eller använt barnsoldater.